# Reichstagswahlkreis Großherzogtum Mecklenburg-Schwerin 4

Die Wahlkreisaufteilung des Deutschen Reichs.

Der Reichstagswahlkreis Großherzogtum Mecklenburg-Schwerin 4 (in der reichsweiten Durchnummerierung auch Reichstagswahlkreis 351; auch Reichstagswahlkreis Malchin-Waren genannt) war der vierte Reichstagswahlkreis für das Großherzogtum Mecklenburg-Schwerin für die Reichstagswahlen im Deutschen Reich und im Norddeutschen Bund von 1867 bis 1918.

## Wahlkreiszuschnitt
Der Wahlkreis umfasste zu den Wahlen zum Reichstag des Norddeutschen Bundes: Die ritterschaftlichen Ämter Gnoien, Goldberg, Güstrow, Ivenack, Neukalen, Lübz, Neustadt, Plau, Ribnitz, Schwaan, Stavenhagen und Wredenhagen, die Kloster-Ämter Dobbertin, Malchow und Ribnitz sowie die nicht incamerierten Güter des Rostocker Distrikts.
Der Wahlkreis umfasste bei den Wahlen zum Reichstags des deutschen Kaiserreichs den Aushebungsbezirk Malchin ohne die Landgemeinden Grambzow und Pohnstorf, den Aushebungsbezirk Waren ohne die Landgemeinden Adamshoffnung, Petersdorf, Lenz, Biestrorf, Linstow mit Hof Kieth, Kieth, Klein-Bübelein, Bornkrug mit Hinrichshof, Nossentin, Nossentiner Hütte, Silz, Walow und Woldzegarten und aus dem Aushebungsbezirk Güstrow die Landgemeinde Schwetzingen.
Der Wahlkreis war im Kaiserreich eine Parteihochburg der Konservativen.
| Jahr | Einwohner |
| ---- | --------- |
| 1890 | 88.295    |
| 1895 | 90.929    |
| 1900 | 92.285    |
| 1905 | 92.188    |
| 1910 | 91.934    |

|      | Landwirtschaft | Industrie und Gewerbe | Handel und Dienstleistungen |
| ---- | -------------- | --------------------- | --------------------------- |
| 1895 | 66,1           | 22,5                  | 11,4                        |
| 1907 | 61,3           | 24,3                  | 14,5                        |

|      | Evangelisch | Katholisch |
| ---- | ----------- | ---------- |
| 1890 | 98,5        | 1,         |
| 1905 | 97,4        | 2,2        |
| 1910 | 95,8        | 3,8        |

## Abgeordnete
| Wahl                                 | Abgeordneter          | Partei                   | Bild |
| ------------------------------------ | --------------------- | ------------------------ | ---- |
| Reichstagswahl Februar 1867 bis 1871 | Henning von Bassewitz | fraktionslos konservativ | 0    |
| Reichstagswahl 1871 bis 1878         | Hermann Pogge         | Nationalliberale Partei  | 0    |
| Reichstagswahl 1878 bis 1881         | Adolf von Plessen     | DKP                      | 0    |
| Reichstagswahl 1881 bis 1884         | Adolf von Engel       | DKP                      | 0    |
| Reichstagswahl 1884 bis 1885         | Rudolf von Maltzahn   | DKP                      | 0    |
| Ersatzwahl 1885 bis 1887             | Conrad Wilbrandt      | DFP                      | 0    |
| Reichstagswahl 1887 bis 1893         | Otto von Schlieffen   | DKP                      | 0    |
| Reichstagswahl 1893 bis 1898         | Wilhelm von Maltzan   | DKP                      | 0    |
| Reichstagswahl 1898 bis 1912         | Ludolf von Maltzan    | DKP                      | 0    |
| Reichstagswahl 1912 bis 1918         | Hugo Wendorff         | FVP                      |      |

## Wahlen

### 1867 (Februar)
Es fand nur ein Wahlgang statt. Die Zahl der gültigen Stimmen betrug 7688
| Kandidat              | Partei | Stimmen | in % | Anmerkungen |
| --------------------- | ------ | ------- | ---- | ----------- |
| Henning von Bassewitz | Kons   | 5303    | 0    | 0           |
| Hermann Pogge         | NLP    | 2385    | 0    | 0           |

### Ersatzwahl 1869
Nach seiner Ernennung zum Präsidenten des Staatsministeriums von Mecklenburg-Schwerin legte Henning von Bassewitz sein Mandat nieder. Bei der Ersatzwahl wurde er wiedergewählt.

### 1871
Es fand ein Wahlgang statt. 16.970 Männer waren wahlberechtigt. Die Zahl der abgegebenen Stimmen betrug 12.501, 34 Stimmen waren ungültig. Die Wahlbeteiligung betrug 73,9 %.
| Kandidat              | Partei   | Stimmen | in % | Anmerkungen |
| --------------------- | -------- | ------- | ---- | ----------- |
| Henning von Bassewitz | Kons     | 6005    | 0    | 0           |
| Hermann Pogge         | NLP      | 6485    | 0    | 0           |
| 0                     | Sonstige | 11      | 0    | 0           |

### 1874
Es fand ein Wahlgang statt. 17.632 Männer waren wahlberechtigt. Die Zahl der abgegebenen Stimmen betrug 13.809, 52 Stimmen waren ungültig. Die Wahlbeteiligung betrug 78,6 %.
| Kandidat              | Partei   | Stimmen | in % | Anmerkungen |
| --------------------- | -------- | ------- | ---- | ----------- |
| Henning von Bassewitz | Kons     | 6203    | 0    | 0           |
| Hermann Pogge         | NLP      | 7602    | 0    | 0           |
| 0                     | Sonstige | 4       | 0    | 0           |

### 1877
Es fand ein Wahlgang statt. 18.556 Männer waren wahlberechtigt. Die Zahl der abgegebenen Stimmen betrug 15.100, 30 Stimmen waren ungültig. Die Wahlbeteiligung betrug 81,6 %.
| Kandidat               | Partei   | Stimmen | in % | Anmerkungen |
| ---------------------- | -------- | ------- | ---- | ----------- |
| Adolf Graf von Plessen | Kons     | 6283    | 0    | 0           |
| Hermann Pogge          | NLP      | 8777    | 0    | 0           |
| 0                      | Sonstige | 40      | 0    | 0           |

### 1878
Es fand ein Wahlgang statt. 18.944 Männer waren wahlberechtigt. Die Zahl der abgegebenen Stimmen betrug 14.013, 89 Stimmen waren ungültig. Die Wahlbeteiligung betrug 74,4 %.
| Kandidat               | Partei   | Stimmen | in % | Anmerkungen |
| ---------------------- | -------- | ------- | ---- | ----------- |
| Adolf Graf von Plessen | Kons     | 7174    | 0    | 0           |
| Hermann Pogge          | NLP      | 6744    | 0    | 0           |
| C. Finn                | S        | 91      | 0    | 0           |
| 0                      | Sonstige | 4       | 0    | 0           |

### 1881
Es fand ein Wahlgang statt. 18.509 Männer waren wahlberechtigt. Die Zahl der abgegebenen Stimmen betrug 13.325, 33 Stimmen waren ungültig. Die Wahlbeteiligung betrug 72,2 %.
| Kandidat        | Partei   | Stimmen | in % | Anmerkungen |
| --------------- | -------- | ------- | ---- | ----------- |
| Adolf von Engel | Kons     | 6956    | 0    | 0           |
| Hermann Pogge   | NLP      | 6281    | 0    | 0           |
| August Bebel    | S        | 40      | 0    | 0           |
| 0               | Sonstige | 48      | 0    | 0           |

### 1884
Es fand ein Wahlgang statt. 19.029 Männer waren wahlberechtigt. Die Zahl der abgegebenen Stimmen betrug 13.551, 22 Stimmen waren ungültig. Die Wahlbeteiligung betrug 71,3 %.
| Kandidat            | Partei   | Stimmen | in % | Anmerkungen |
| ------------------- | -------- | ------- | ---- | ----------- |
| Rudolf von Maltzahn | Kons     | 7464    | 0    | 0           |
|                     | F        | 6014    | 0    | 0           |
|                     | S        | 70      | 0    | 0           |
| 0                   | Sonstige | 3       | 0    | 0           |

### Ersatzwahl 1885
Nach dem Tod von Rudolf von Maltzahn am 3. Januar 1885 wurde eine Ersatzwahl notwendig.
Es fanden zwei Wahlgänge statt. Die Zahl der Wahlberechtigten betrug 19.092. Die Zahl der abgegebenen gültigen Stimmen betrug im ersten Wahlgang 14.706, 17 Stimmen waren ungültig. Die Wahlbeteiligung belief sich auf 78,6 %.
| Kandidat         | Partei   | Stimmen | in % | Anmerkungen |
| ---------------- | -------- | ------- | ---- | ----------- |
|                  | Kons     | 7334    | 0    | 0           |
| Conrad Wilbrandt | F        | 7273    | 0    | 0           |
|                  | S        | 94      | 0    | 0           |
| 0                | Sonstige | 5       | 0    | 0           |

Die Zahl der abgegebenen gültigen Stimmen betrug in der Stichwahl am 4. Februar 1885 16.315, 33 Stimmen waren ungültig. Die Wahlbeteiligung belief sich auf 86,6 %.
| Kandidat         | Partei   | Stimmen | in % | Anmerkungen |
| ---------------- | -------- | ------- | ---- | ----------- |
|                  | Kons     | 7885    | 0    | 0           |
| Conrad Wilbrandt | F        | 8430    | 0    | 0           |
|                  | S        | 94      | 0    | 0           |
| 0                | Sonstige | 5       | 0    | 0           |

### 1887
Es fand ein Wahlgang statt. 19.639 Männer waren wahlberechtigt. Die Zahl der abgegebenen Stimmen betrug 17.327, 40 Stimmen waren ungültig. Die Wahlbeteiligung betrug 88,4 %.
| Kandidat            | Partei   | Stimmen | in % | Anmerkungen |
| ------------------- | -------- | ------- | ---- | ----------- |
| Otto von Schlieffen | Kons     | 10.188  | 0    | 0           |
|                     | F        | 7092    | 0    | 0           |
|                     | S        | 41      | 0    | 0           |
| 0                   | Sonstige | 6       | 0    | 0           |

### 1890
Die NLP unterstützte den freisinnigen Kandidaten.
Es fand ein Wahlgang statt. Die Zahl der Wahlberechtigten betrug 18.214. Die Zahl der abgegebenen gültigen Stimmen betrug 16.543, 26 Stimmen waren ungültig. Die Wahlbeteiligung belief sich auf 90,8 %.
| Kandidat            | Partei   | Stimmen | in %   | Anmerkungen              |
| ------------------- | -------- | ------- | ------ | ------------------------ |
| Conrad Wilbrandt    | DF       | 6831    | 41,4 % | 0                        |
| Otto von Schlieffen | K        | 8550    | 51,8 % | 0                        |
| Peters              | SPD      | 1132    | 6,8 %  | Zigarrenmacher, Schwerin |
| 0                   | Sonstige | 4       | 0,0 %  | 0                        |

### 1893
Auch bei dieser Wahl unterstütze die NLP den Kandidaten der FVg. Der BdL unterstütze den konservativen Kandidaten.
Es fand ein Wahlgang statt. Die Zahl der Wahlberechtigten betrug 20.366. Die Zahl der abgegebenen gültigen Stimmen betrug 17.273, 53 Stimmen waren ungültig. Die Wahlbeteiligung belief sich auf 84,8 %.
| Kandidat            | Partei   | Stimmen | in %   | Anmerkungen |
| ------------------- | -------- | ------- | ------ | ----------- |
| Karl Mommsen        | DF       | 4202    | 24,4 % | 0           |
| Wilhelm von Maltzan | K        | 9207    | 53,5 % | 0           |
| Oertzen             | MRP      | 69      | 0,4 %  | 0           |
| Theodor Schwartz    | SPD      | 3698    | 21,5 % | 0           |
| 0                   | Sonstige | 44      | 0,2 %  | 0           |

### 1898
Es fand ein Wahlgang statt. Die Zahl der Wahlberechtigten betrug 21.613. Die Zahl der abgegebenen gültigen Stimmen betrug 17.258, 70 Stimmen waren ungültig. Die Wahlbeteiligung belief sich auf 79,9 %.
| Kandidat           | Partei   | Stimmen | in %   | Anmerkungen                     |
| ------------------ | -------- | ------- | ------ | ------------------------------- |
| Karl Gusserow      | FVg      | 2756    | 16,0 % | Dr. Professor, Berlin           |
| Ludolf von Maltzan | K        | 9107    | 53,0 % | 0                               |
| Oertzen            | MRP      | 67      | 0,4 %  | Geheimer Legationsrat in Leppin |
| Lorenz             | SPD      | 5224    | 30,4 % | Maurer aus Hamburg              |
| 0                  | Sonstige | 34      | 0,2 %  | 0                               |

### 1903
NLP, FVP und FVg stellten als gesamtliberalen Kandidaten einen Vertreter der FVg auf.
Es fand ein Wahlgang statt. Die Zahl der Wahlberechtigten betrug 22.022. Die Zahl der abgegebenen gültigen Stimmen betrug 18.414, 136 Stimmen waren ungültig. Die Wahlbeteiligung belief sich auf 83,6 %.
| Kandidat           | Partei   | Stimmen | in %   | Anmerkungen |
| ------------------ | -------- | ------- | ------ | ----------- |
| Müffelmann         | FVg      | 2734    | 15,0 % | Dr.         |
| Ludolf von Maltzan | K        | 9211    | 50,4 % | 0           |
| Lorenz             | SPD      | 6288    | 34,4 % | 0           |
| 0                  | Sonstige | 9       | 0,0 %  | 0           |

### 1907
Es fanden zwei Wahlgänge statt. Die Zahl der Wahlberechtigten betrug 21.137. Die Zahl der abgegebenen gültigen Stimmen betrug im ersten Wahlgang 18.722, 97 Stimmen waren ungültig. Die Wahlbeteiligung belief sich auf 88,6 %.
| Kandidat           | Partei   | Stimmen | in %   | Anmerkungen |
| ------------------ | -------- | ------- | ------ | ----------- |
| Müffelmann         | FVg      | 4357    | 23,4 % | 0           |
| Ludolf von Maltzan | K        | 8957    | 48,1 % | 0           |
| Lorenz             | SPD      | 5307    | 28,5 % | 0           |
| 0                  | Sonstige | 4       | 0,0 %  | 0           |

Die Zahl der abgegebenen gültigen Stimmen betrug in der Stichwahl 17.917, 231 Stimmen waren ungültig. Die Wahlbeteiligung belief sich auf 84,8 %.
| Kandidat           | Partei | Stimmen | in %   | Anmerkungen |
| ------------------ | ------ | ------- | ------ | ----------- |
| Ludolf von Maltzan | K      | 12.141  | 68,6 % | 0           |
| Lorenz             | SPD    | 5545    | 31,4 % | 0           |

### 1912
Es fanden zwei Wahlgänge statt. Die Zahl der Wahlberechtigten betrug 21.098. Die Zahl der abgegebenen gültigen Stimmen betrug im ersten Wahlgang 19.098, 99 Stimmen waren ungültig. Die Wahlbeteiligung belief sich auf 90,5 %.
| Kandidat           | Partei   | Stimmen | in %   | Anmerkungen |
| ------------------ | -------- | ------- | ------ | ----------- |
| Hugo Wendorff      | FoVP     | 5994    | 31,5 % | 0           |
| Ludolf von Maltzan | K        | 7667    | 40,4 % | 0           |
| Wilhelm Kröger     | SPD      | 5335    | 28,1 % | 0           |
| 0                  | Sonstige | 3       | 0,0 %  | 0           |

In der Stichwahl unterstütze die SPD den linksliberalen Kandidaten.
Die Zahl der abgegebenen gültigen Stimmen betrug in der Stichwahl 19.098, 76 Stimmen waren ungültig. Die Wahlbeteiligung belief sich auf 90,5 %.
| Kandidat           | Partei | Stimmen | in %   | Anmerkungen |
| ------------------ | ------ | ------- | ------ | ----------- |
| Hugo Wendorff      | FoVP   | 11.040  | 58,0 % | 0           |
| Ludolf von Maltzan | K      | 7982    | 42,0 % | 0           |